# Gertrud Adelborg

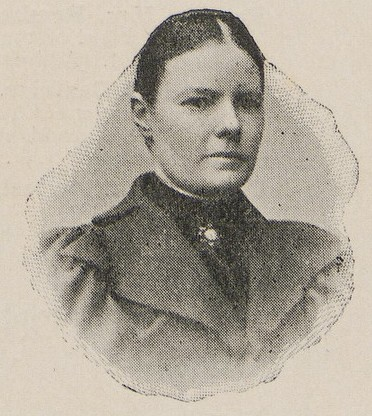
Gertrud Adelborg. Internationaler Frauenkongress, London (1899).

Gertrud Virginia Adelborg (geboren am 10. September 1853 in Karlskrona; gestorben am 25. Januar 1942 in Gagnef) war eine schwedische Frauenrechtlerin. 

## Leben und Wirken
Adelborg war die Tochter des Marinekapitäns und Adligen Bror Jacob Adelborg (1816–1865) und seiner Frau Hedvig Catharina af Uhr (1820–1903). Sie war die Schwester der Buchillustratorin Ottilia Adelborg und der Textilkünstlerin Maria Adelborg. Adelborg wurde von einer Gouvernante zu Hause und in Mädchenschulen unterrichtet. Nach dem Tod ihres Vaters im Jahr 1865 zog sie mit ihrer Familie von Karlskrona nach Uppsala, wo sie nach einer kurzen Ausbildungszeit als Gouvernante tätig wurde. Sie arbeitete von 1874 bis 1879 als Lehrerin und war von 1881 bis 1883 als Sekretärin am Berufungsgericht Svea hovrätt angestellt.
Adelborg war in der schwedischen Frauenbewegung und im Kampf für das Frauenwahlrecht aktiv. Ihre Freundschaft mit Sophie Adlersparre führte sie zum Fredrika-Bremer-Förbundet. Sie arbeitete von 1884 bis 1907 für den Verein, von 1897 bis 1915 gehörte sie dem Vereinsvorstand an. Sie setzte sich für die Erschließung neuer Ausbildungs- und Berufsfelder sowie für bessere Gehälter und Aufstiegsmöglichkeiten für Frauen ein. Dazu gründete sie ein Jobcenter für Frauen, das erste seiner Art in Schweden. Darüber hinaus war sie die Initiatorin der Fredrika-Bremer-Förbundet-Schule für Hauswirtschaft, die 1907 in Rimforsa gegründet wurde. Von 1907 bis 1921 war sie Mitglied des Schulvorstands.

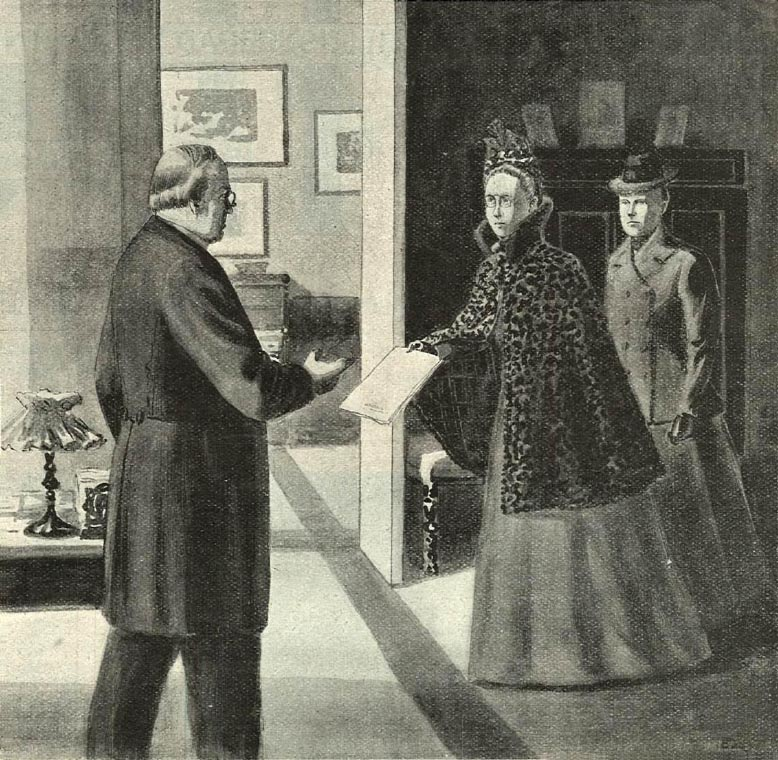
Agda Montelius und Gertrud Adelborg überreichen 1899 dem Premierminister Erik Gustaf Boström die Petition für das Frauenwahlrecht.

Sie verfasste eine Petition zum Frauenwahlrecht, die sie 1898 zusammen mit Agda Montelius dem schwedischen Premierminister Erik Gustaf Boström überreichte. Dies war das erste Mal, dass die schwedische Frauenbewegung selbst offiziell eine Forderung nach einem Wahlrecht stellte.
Adelborg war 1902 auch eine der Gründerinnen der Föreningen för kvinnans politiska rösträtt (Vereinigung für Frauenwahlrecht). Im folgenden Jahr wurde dieser Verein zu einer nationalen Organisation mit dem Namen Landsföreningen för kvinnans politiska rösträt (LKPR) (Nationale Vereinigung für Frauenwahlrecht). Die LKPR schickte eine Delegation mit Gertrud Adelborg als Sprecherin zu Oskar II. in der Hoffnung, dass der König sich für das Frauenwahlrecht einsetzen würde.
1907 wurde sie mit dem Illis Quorum ausgezeichnet. Im selben Jahr zog sie mit ihren beiden Schwestern nach Gagnef.